# Erlkönigs Tochter
Erlkönigs Tochter ist eine mittellange, deutsche Stummfilm-Phantasie von Stellan Rye aus dem Jahre 1914.

## Handlung
Die Geschichte findet als Rückblende statt, als man sich vom tragischen Leben und Tod des Barons Paul Bille erzählt.
Ausgangspunkt ist jener junger Mann, der in einem Anfall von Schwermut seinem Leben wenige Tage vor seiner eigenen Hochzeit ein Ende bereitet hatte. Im vergangenen Spätsommer hatte sich auf dem Schloss der Hochzeitenden, wo die Vorbereitungen im vollen Gange waren, bereits Komtess Ebba, die Braut, eingefunden. Der Schlossherr, Pauls Vater, und Gattin hatten an einem lauen Abend ins Musikzimmer gebeten, wo Ebba am Klavier spielte. Ihr Spiel bezauberte die Zuhörenden, und zum Schluss ihres musikalischen Vortrags spielte sie auch noch ein Stück namens „Der Erlkönig“. Paul, von Haus aus melancholisch veranlagt, ließ sich durch Ebbas Musikspiel in die eigene Gedankenwelt tanzender Elfen „entführen“. Dieser sinnenverwirrende Elfenreigen ließ ihn direkt aus dem Musikzimmer ins Freie taumeln. Wankend begab er sich durch ein Birkenwäldchen zum nahe gelegenen Teich. Dabei meinte der junge Baron, dass flirrende, tanzende und über dem Boden schwirrende Phantasiewesen ihn verfolgten. Einem magischen Ruf gleich, eilte er auch in der kommenden Nacht zu dem Weiher, wo er Feenwesen zu sehen glaubte. Im Mondlicht an einen Baum gelehnt, sah er ein seiner Phantasie entsprungenes, schleierhaftes Gebilde mit größter Leichtigkeit vor ihm tanzen, noch viel schöner als am Abend zuvor. Als er seine Hand nach der Elfe ausstreckte, zog diese sich nicht zurück, als er sie zu küssen versuchte, ließ dies das irrlichternd schöne Wesen ebenfalls zu. Vernebelt und verwirrt schwor Baron Bille dem tanzenden Zauberwesen, Erlkönigs Tochter, niemals zu heiraten.
Immer näher rückte der Hochzeitstag, und immer mehr verspürte Paul den Drang, fort von seiner Braut und hin zu der Elfe zu gehen. Vor seinem geistigen Auge sah er ausschließlich sie, Erlkönigs Tochter. Hin- und hergerissen zwischen der Pflicht zur versprochenen Ehe und dem abgegebenen Schwur, den die Elfe einforderte, begann der junge Baron panische Angst zu entwickeln. Schweißperlen rannen ihm von der Stirn, wenn er sich zurück auf den Heimweg ins elterliche Schloss begab. Im fiebrigen Zustand ließ er schließlich die Trauung über sich ergehen. Ebba wurde seine überglückliche Gattin. Als beide zum Hochzeitstanz aufbrachen, drängte sich, allen anderen unsichtbar, Erlkönigs Tochter gleich einem Phantom zwischen die beiden und heftete sich an Pauls Brust. Sie wirbelte ihn mit ihrer übersinnlichen Kraft, so dass er atemlos fast das Bewusstsein verlor. Das Geisterwesen hatte bereits derart viel Macht über den jungen Ehemann gewonnen, dass er sich ihren Lockrufen, die ihn ins Freie auf die hochgelegene Schlossterrasse lotsten, nicht mehr entziehen konnte. In seinem Wahn griff Paul nach seiner Feen-Imagination, wollte sie umarmen, liebkosen und küssen, da zerrann sie im Nichts. Er streckte gierig nach ihr aus … und verlor dabei sein Gleichgewicht. Mit einem markerschütternden Schrei fiel er über die weinumrankte Brüstung in die Tiefe und brach sich dabei das Genick.
Allabendlich, wenn die Sommernebel über den Schlossteich aufsteigen, gleitet jedes Mal ein phantastisches Elfenwesen über Wasser und Wiesen, schwingend und tanzend im wilden Rhythmus einer verführerischen Sirene. Die Spreewälder sagen dann: „Das ist Erlkönigs Tochter. Hütet Euch! Sonst ergeht es Euch wie dem armen Baron Paul!“

## Produktionsnotizen
Erlkönigs Tochter, manchmal auch fälschlicherweise im Plural geschrieben, entstand im Frühjahr 1914 im Bioscop-Atelier in Neubabelsberg. Der dreiaktige Film mit einer Länge von 845 Metern passierte die Filmzensur am 18. Juni 1914 und wurde im selben Monat uraufgeführt. In Österreich-Ungarn erschien Erlkönigs Tochter am 12. Februar 1915.
Der heute wohl verschollene Film baute, so die Überlieferung, ganz auf das spielerisch-tänzerische Element. Wohl aus diesem Grund wurde für die Hauptrolle die professionelle Tänzerin Grete Wiesenthal verpflichtet, mit der Regisseur Rye bereits zweimal im Jahr zuvor gearbeitet hatte. In dem Orientdrama Kadra Sâfa verkörperte sie die Titelrolle, in Die goldene Fliege spielte sie eine Tänzerin.
Wie Heide Schönemann in ihrem 2003 veröffentlichten Buch Paul Wegener. Frühe Moderne im Film auf Seite 39 schreibt, dürfte Erlkönigs Tochter mit seinen Szenen der tanzenden Elfe “auf einer Wiesenfläche im Winde, zwischen den weißen Stämmen eines Birkenwaldes, auf dem flimmernden Wasserspiegel” Einfluss auf Paul Wegeners 1916 gedrehten Märchenfilm Rübezahls Hochzeit gehabt haben.

## Kritik
„Die Handlung hat Stellan Rye ziemlich frei erfunden und hat mit der Dichtung vom Erlkönig selbst nichts zu tun. Sie ist bis auf die Träume des Irrsinnigen ganz alltäglich, zeigt reizende Familienbilder auf einem Landschloß, wo Vater, Mutter, Sohn und Braut leben. Schöne Klavierzimmeraufnahmen, dann solche im Spielzimmer und im hochzeitlichen Festsaal sind ganz in dem Rahmen vornehmster Gewohnheit gehalten. Das romantische und geheimnisvolle Wirken der Elfe hat einen phantastischen Hintergrund in prachtvollen Birkenhainen im Mondlicht und Weiherlandschaften im Abendnebel, in welche die Tanzerscheinung künstlerisch virtuos einkopiert ist. Die Szene in der Schifferspelunke und an der Fähre steigern die Spannung.“

„Noch bevor Paul Wegener seine herrlichen Märchenfilme drehte, hat Stellan Rye, der hochbegabte Regisseur des Films "Der Student von Prag", im Jahre 1915 "Erlenkönigs Tochter" mit hingebender Liebe erdacht und erschaffen, ein Werk, das alte nordische und deutsche Sagen mitten in die moderne Zeit rückte, alles voll zarter Poesie, voll Grazie. Leider war das damalige Kinopublikum weit entfernt davon, diese Welt der Märchen und des Übersinnlichen zu schätzen, kein göttlicher Funke sprang von der Leinwand zum Zuschauer über, auch nicht aus den reizvollen Naturbildern, in denen sich die Handlung abspielte, nicht einmal aus der großen, sprechenden, schwermütigen Kunst Grete Wiesenthal, die die Elfe tanzte.“